# Euxoamorpha glacialis
Euxoamorpha glacialis là một loài bướm đêm trong họ Noctuidae.